# ازدواج لاکشمی (فیلم ۲۰۰۷)
ازدواج لاکشمی (به انگلیسی: Lakshmi's Marriage) یا لاکشمی کالایانام فیلمی هندی محصول سال ۲۰۰۷ و به کارگردانی کریشما وامسی است. در این فیلم بازیگرانی همچون نانداموری کالیان رام، کجال آگاروال، آجی، سایاجی شینده و تلنگانا شکونتلا ایفای نقش کرده‌اند.